# Diputació de Barcelona

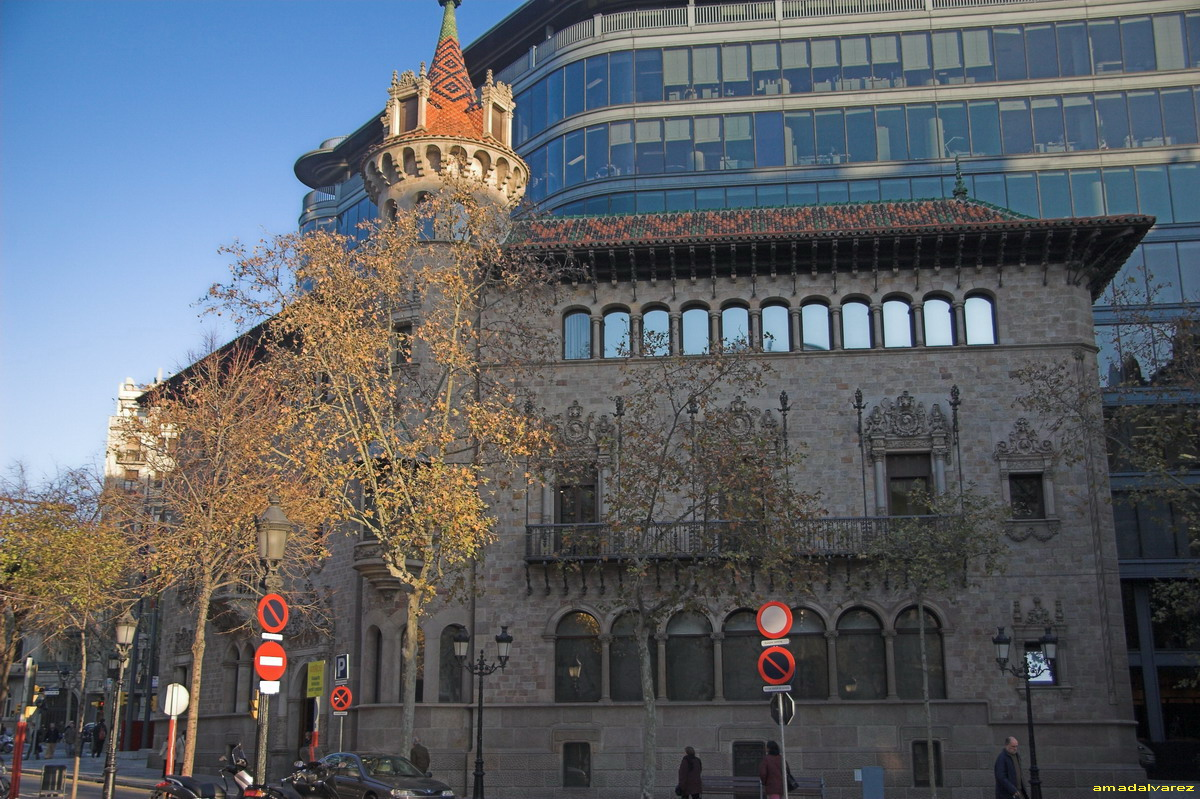
Façana de la Casa Serra, seu de la Diputació de Barcelona

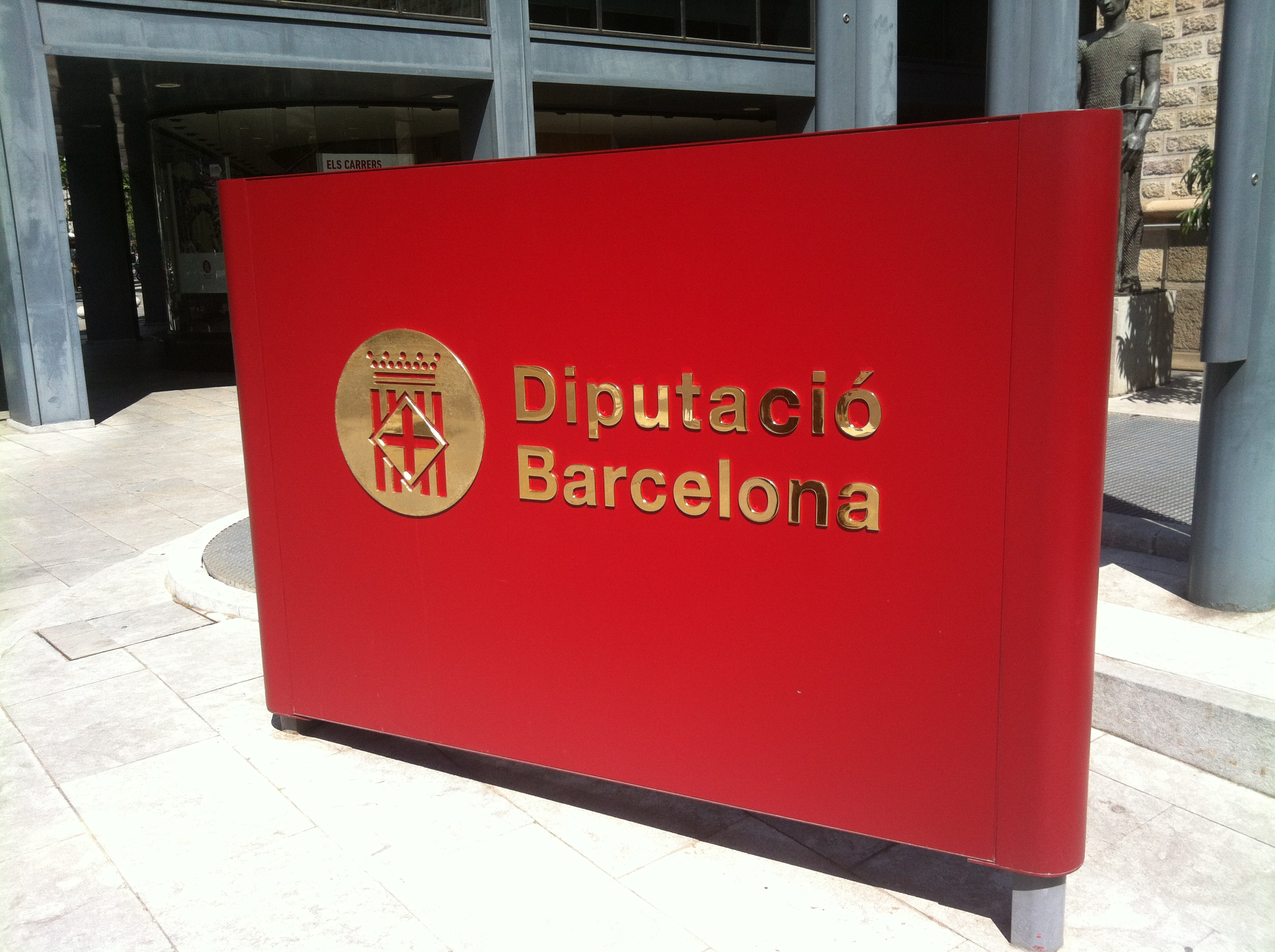
Diputació de Barcelona. Logo entrada de la casa serra

La Diputació de Barcelona és una institució de l'Estat espanyol que forma part de l'administració local i està dotada de certes competències administratives per al govern i administració de la província de Barcelona. Segons l'Estatut d'Autonomia de Catalunya de 2006 en l'article 91, els consells de vegueria substituiran les diputacions provincials. Segons el projecte de Llei de l'Organització Veguerial de Catalunya la Diputació de Barcelona serà substituïda pels Consells de Vegueria de Barcelona (Àmbit metropolità de Barcelona), de la Catalunya Central i del Penedès.
La composició del seu ple es realitza a través d'una elecció indirecta, a partir dels resultats en les eleccions municipals de la província. Des de juliol de 2023 la seva Presidenta és Lluïsa Moret i Sabidó.
La seu central de la Diputació és a Casa Serra, al 126 de la Rambla de Catalunya de Barcelona, un edifici obra de Josep Puig i Cadafalch. A més, la Diputació disposa de diferents edificis per a diferents serveis com són el recinte de la Maternitat, l'espai Francesca Bonnemaison (on hi ha l'Escola de la Dona, el recinte Mundet, el Recinte Torribera, però actualment ha començat a fer modificacions per concentrar bona part dels seus serveis al recinte de l'Escola Industrial, un edifici que té més de cent anys.

## Símbols

Escut no oficial

L'Escut de la Diputació de Barcelona és l'escut d'armes de la província de Barcelona i que utilitza la Diputació de Barcelona tot i no ser normatiu segons la llei 8/1987 i el decret de 139/2007.
La bandera oficial té el següent blasonament: Bandera quadrada, amb nou franges horitzontals, cinc grogues i quatre vermelles, i en el centre losange amb creu de gules, contornejat de groc sense que arribi a la vora, la beina per enastar serà carmesí, pròpia de l'estament reial. També s'utilitza en proporcions 2:3, amb el cairó de la creu de Sant Jordi ocupant els cinc novens centrals de la bandera.

## Història
La Diputació de Barcelona es constitueix el 30 de novembre de 1812 com a Diputació Provincial de Catalunya a la ciutat de Vic. Més de 200 anys d'història envolten aquesta institució.
Però per bé que les diputacions provincials neixen a Espanya amb les Corts de Cadis (1812), la Diputació de Barcelona no s'institueix fins a la reorganització territorial de 1822, que va dividir Catalunya en quatre províncies.

### La consolidació (1836)
L'any següent, el retorn de l'absolutisme va comportar una nova supressió de les diputacions provincials fins al 1836, any en què es restableixen definitivament, un cop consolidat el marc polític liberal.
Al llarg de les dècades següents, les diputacions van quedar reduïdes a uns organismes deliberatius i consultius de les elits burgeses, ja que el veritable poder decisori i executiu corresponia al governador civil de la província.
Les diferents lleis provincials els atorgaren un paper d'instància intermèdia entre els municipis i el govern central. Durant molts anys, la Diputació va dedicar la meitat del seu pressupost a la construcció de carreteres, amb l'objectiu d'acostar les comarques interiors a la costa i traçar una xarxa viària compatible amb la ferroviària, que tot just es començava a construir.

### El gran salt (1868-1874)
El gran salt polític es va produir durant el sexenni democràtic, entre 1868 i 1874, en què la Diputació va tenir un paper destacadíssim com a instància de poder i de representació popular, sobretot quan el 1871 s'implantà el sufragi universal masculí, que va donar pas a la victòria dels republicans federals.
Amb la proclamació de la república, el febrer de 1873, la Diputació de Barcelona es va convertir en la institució catalana més fidel al nou règim, sota les presidències d'Anselm Clavé i d'Ildefons Cerdà, i va impulsar la Junta de Salvació de Catalunya a fi de fer front a l'ofensiva militar carlina.

### La Restauració (1874)
Amb la Restauració borbònica, el 1874, les classes conservadores van tornar a controlar el poder polític local i a convertir la Diputació de Barcelona en un ens bàsicament administratiu.
Les lleis provincials següents van reduir el marge de maniobra de les diputacions en benefici, altre cop, dels governs civils.
Amb tot, la crisi del model centralista d'Estat va impulsar diverses iniciatives econòmiques, jurídiques i polítiques davant les quals la Diputació va mantenir una actitud moderada de reivindicació i negociació amb els governs espanyols.

### La presidència de Prat de la Riba (1907-1923)
La crisi colonial de 1898 va posar de manifest la incapacitat dels partits dinàstics per connectar amb l'opinió pública, la burgesia, els intel·lectuals i professionals, fins al punt que es produí un tomb polític substancial que, el 1907, feu possible que Enric Prat de la Riba fos elegit president de la Diputació.
Fins al cop d'estat de 1923, Catalunya va viure una etapa apassionant, culturalment fructífera i socialment convulsa, on s'experimentà un primer autogovern mitjançant la Mancomunitat de Catalunya: la unió de les quatre diputacions provincials per dur a terme un projecte de modernització en tots els camps, en gran part reeixit però estroncat per la Dictadura de Primo de Rivera.

### La República i la Generalitat (1931)
La proclamació de la república durant els anys 30 del segle XX i la creació de la Generalitat, l'abril de 1931, va implicar la desaparició de les quatre diputacions.
Lògicament, la base de la nova administració fou la Diputació de Barcelona. La derrota republicana en la guerra civil va suposar el retorn a la situació anterior.
Les diputacions, en general, van convertir-se en simples comparses en el marc d'una administració espanyola autoritària i centralista.

### La democràcia i els nostres dies
Durant la transició democràtica, el retorn de l'exili de Josep Tarradellas va convertir la Diputació en el principal suport administratiu i econòmic per a la Generalitat provisional.
Aprovada la Constitució, el 1978, i celebrades les primeres eleccions municipals, l'abril de 1979, Tarradellas continuà en la presidència de la Diputació fins a la celebració de les primeres eleccions autonòmiques l'any següent.
La Constitució reconeix l'autonomia de l'Administració local (els ajuntaments i les diputacions) i és en aquest context que la Diputació de Barcelona exerceix la seva missió mitjançant la cooperació amb els municipis.
D'aleshores i fins a l'aprovació del nou Estatut de 2006, la Diputació s'ha anat adaptant a la nova realitat, fins a convertir-se plenament en un govern local de segon grau al servei dels ajuntaments.

## Presidents de la Diputació de Barcelona

### Fins a 1979
- Antoni Maria Simarro i Puig (1939-1943)
- Lluís Argemí i de Martí (1943-1946)
- Antoni Maria Llopis i Galofré (1946-1949)
- Joaquim Buxó Dulce d'Abaigar, marquès de Castellflorite (1949-1967)
- Josep Maria de Muller i d'Abadal (1967-1973)
- Joan Antoni Samaranch i Torelló (1973-1977)
- Josep Tarradellas i Joan (1977-1979)

### Des de 1979
| Legislatura      | Partit polític            | Partit polític | President de la Diputació  | Nomenament | Cessament |
| ---------------- | ------------------------- | -------------- | -------------------------- | ---------- | --------- |
| I legislatura    |                           | ERC            | Josep Tarradellas i Joan   | 1979       | 1980      |
| I legislatura    |                           | PSC            | Francesc Martí i Jusmet    | 1980       | 1982      |
| I legislatura    | Antoni Dalmau i Ribalta   | PSC            | 1982                       | 1983       |           |
| II legislatura   | Antoni Dalmau i Ribalta   | PSC            | 1983                       | 1987       |           |
| III legislatura  | Manuel Royes i Vila       | PSC            | 1987                       | 1991       |           |
| IV legislatura   | Manuel Royes i Vila       | PSC            | 1991                       | 1995       |           |
| V legislatura    | Manuel Royes i Vila       | PSC            | 1995                       | 1999       |           |
| VI legislatura   | Manuel Royes i Vila       | PSC            | 1999                       | 2003       |           |
| VII legislatura  | José Montilla i Aguilera  | PSC            | 2003                       | 2004       |           |
| VII legislatura  | Celestino Corbacho Chaves | PSC            | 2004                       | 2007       |           |
| VIII legislatura | Celestino Corbacho Chaves | PSC            | 2007                       | 2008       |           |
| VIII legislatura | Antoni Fogué i Moya       | PSC            | 2008                       | 2011       |           |
| IX legislatura   |                           | CDC            | Salvador Esteve i Figueras | 2011       | 2015      |
| X legislatura    | Mercè Conesa i Pagès      | CDC            | 2015                       | 2018       |           |
| X legislatura    |                           | PDeCAT         | Marc Castells i Berzosa    | 2018       | 2019      |
| XI legislatura   |                           | PSC            | Núria Marín Martínez       | 2019       | 2023      |
| XII legislatura  |                           | PSC i ERC      | Lluïsa Moret i Sabidó      | 2023       | avui      |

## Composició
Els resultats de les eleccions municipals del 28 de maig de 2023 configuren la composició del Ple pel període 2023-2027, de 51 diputats, on tenen representació 7 grups polítics:
| Partit judicial         |    |    |    |   |   |   | Logotip de Tot per Terrassa | Diputats |
| ----------------------- | -- | -- | -- | - | - | - | --------------------------- | -------- |
| Arenys de Mar           | 1  | 1  |    |   |   |   |                             | 2        |
| Barcelona               | 4  | 4  | 2  | 4 | 3 | 1 |                             | 18       |
| Berga                   |    |    | 1  |   |   |   |                             | 1        |
| Granollers              | 1  | 1  | 1  |   |   |   |                             | 3        |
| Hospitalet de Llobregat | 3  |    | 1  | 1 | 1 |   |                             | 6        |
| Igualada                |    | 1  |    |   |   |   |                             | 1        |
| Manresa                 |    | 1  | 1  |   |   |   |                             | 2        |
| Mataró                  | 1  | 1  | 1  |   |   |   |                             | 3        |
| Sabadell                | 3  |    | 1  |   |   |   |                             | 4        |
| Sant Feliu de Llobregat | 2  |    | 1  |   |   |   |                             | 3        |
| Terrassa                | 1  | 1  | 1  |   |   |   | 1                           | 4        |
| Vic                     |    | 1  | 1  |   |   |   |                             | 2        |
| Vilafranca del Penedès  |    | 1  |    |   |   |   |                             | 1        |
| Vilanova i la Geltrú    | 1  |    |    |   |   |   |                             | 1        |
| Total                   | 17 | 12 | 11 | 5 | 4 | 1 | 1                           | 51       |

## Organismes
Organismes que depenen totalment o parcialment de la Diputació:
- Centre de Cultura Contemporània de Barcelona (CCCB)
- Centre de Documentació i Museu Tèxtil de Terrassa
- Consorci de Comunicació Local Arxivat 2016-01-09 a Wayback Machine. (en liquidació)
- Consorci de Drassanes Reials i Museu Marítim de Barcelona
- Consorci d'Estudis, Mediació i Conciliació a l'Administració Local (CEMICAL)
- Consorci del Patrimoni de Sitges
- Consorci Universitat Internacional Menéndez Pelayo de Barcelona (CUIMPB)
- Fundación Democracia y Gobierno Local
- Fundació Pública Casa Caritat
- Institut del Teatre
- Organisme de Gestió Tributària Arxivat 2018-07-13 a Wayback Machine.
- Patronat d'Apostes
- Parc Agrari del Baix Llobregat
- Parc del Foix
- Parc Natural de la Serralada de Marina
- Xarxa Audiovisual Local